# Aiiro myūjikku
Aiiro myūjikku (藍色ミュージック?) è il secondo album in studio di indigo la End e il terzo in totale, pubblicato l'8 giugno 2016 da unBORDE.

## Background
Pubblicato circa un anno e quattro mesi dal loro ultimo album, è anche il loro primo album in studio da quando Eitarō Satō (batteria) si è unito ufficialmente alla band.
La versione fisica dell'album è stata pubblicata in due tipi, una prima edizione limitata e un'edizione standard, il DVD della prima edizione limitata include il video musicale di 心雨 (Kokoro ame?) e il cortometraggio 藍色四人 (Aiiro Shinin?) che ritrae i quattro membri degli indigo la End.
La modella Ame appare sulla copertina dell'album e nei video musicali dei brani principali 藍色好きさ (Aiiro-suki sa?) e 愛の逆流 (Ai no gyakuryū?).

## Tracce
Testi e musiche di Enon Kawatani.
1. 藍色好きさ (Aiiro-suki sa?) – 4:37
2. 雫に恋して (Shizuku ni koishite?) – 4:01
3. ココロネ (Kokorone?) – 4:21
4. 愛の逆流 (Ai no gyakuryū?) – 3:50
5. シノブ (Shinobu?) – 1:59
6. 悲しくなる前に (Kanashiku naru mae ni?) – 3:37
7. 忘れて花束 (Wasurete hanataba?) – 3:52
8. eye – 4:32
9. 夏夜のマジック (Natsu yoru no majikku?) – 5:05
10. 風詠む季節 (Kaze yomu kisetsu?) – 4:57
11. music A – 1:50
12. ダンスが続けば (Dansu ga tsudzukeba?) – 4:21
13. 心雨 (Kokoro ame?) – 4:48
14. インディゴラブストーリー (Indigorabusutōrī?) – 5:10